# Presidio Ospedaliero Santa Chiara di Trento
Il Presidio Ospedaliero Santa Chiara di Trento è la più importante struttura ospedaliera provinciale trentina. Comprende l'Ospedale Santa Chiara, la principale struttura sanitaria di Trento, ed il Poliambulatorio Crosina Sartori.
L'ospedale Santa Chiara si trova nella zona sud della città.

## Storia
Il sito scelto per la costruzione del principale nosocomio di Trento fu il quartiere Bolghera. Il cantiere venne aperto nel 1960 con la cerimonia della posa della prima pietra 
e dopo aver spianato tutta l'area necessaria, per oltre sei ettari di superficie. I reparti iniziarono ad attivarsi a partire dall'autunno del 1969 e la sua inaugurazione ufficiale avvenne nel 1970. Alla sua apertura aveva 900 posti letto ed il costo a fine lavori risultò di 6 miliardi di lire.

## Strutture aziendali
Il Presidio Ospedaliero appartiene, dal punto di vista organizzativo, al più ampio "Ospedale di Trento", formato da:
- Santa Chiara, a Trento in Largo Medaglie d'Oro, 9
- Villa Igea, a Trento in via Malta, 16
- Villa Rosa, a Pergine Valsugana in via Spolverine, 84
- Protonterapia, a Trento in via al Desert, 14[3]

### Organizzazione
- Direzione medica
- Servizio amministrazione
- Servizio per le professioni sanitarie

### Reparti
- Anatomia patologica
- Anestesia e rianimazione
- Cardiologia
- Servizio di Immunoematologia e Trasfusionale
- Centro dialisi
- Chirurgia generale
- Chirurgia vascolare
- Dermatologia
- Farmacia
- Gastroenterologia ed endoscopia digestiva
- Geriatria
- Neurologia
- Neurochirurgia

- Medicina generale
- Medicina fisica e riabilitazione
- Oculistica
- Ortopedia e Traumatologia
- Ostetricia e Ginecologia
- Otorinolaringoiatria
- Patologia clinica
- Pediatria
- Protonterapia
- Oncologia
- Otorinolaringoiatria
- Radiologia Diagnostica
- Urologia
- endoscopia

informazioni generali sui servizi
1. Pronto soccorso
2. Ricovero ordinario per acuti
3. Day surgery
4. Day hospital
5. Riabilitazione e lungodegenza post acuzie
6. Attività trasfusionali
7. Attività di trapianto di cellule, organi e tessuti
8. Centri antiveleni (CAV)

Vi sono inoltre:
- Medicina d'urgenza e Pronto soccorso
- Poliambulatori specialistici

- Ambulatorio di Genetica medica
- Servizio psichiatrico

## Accesso alla struttura ed alle prestazioni
Oltre alle modalità tradizionali attraverso i medici di base, il pronto soccorso, o la prenotazione in sede è possibile per molti ambulatori specialistici e per le analisi utilizzare un servizio CUP per via telefonica o attraverso internet.

### In auto e in treno
L’Ospedale è raggiungibile dall'uscita Trento Sud dell'A22 del Brennero seguendo le indicazioni segnaletiche. Per chi arriva in treno dalla stazione ferroviaria si accede alla rete del servizio urbano di autobus di Trento ed al servizio taxi, oppure in pochi minuti a piedi dalla fermata Trento Santa Chiara sulla ferrovia della Valsugana.

### Eliporti
L'ospedale dispone sulle sue torri di due piste per elicotteri che permettono operazioni di primo soccorso e trasporto urgente con elicotteri (HEMS) coordinato da Trentino Emergenza legato al Nucleo elicotteri della provincia autonoma di Trento. Il servizio è gestito dalla società Aeroporto G. Caproni S.p.A (la stessa che opera con l'Aeroporto di Trento-Mattarello).
L'ospedale di Trento è il primo in regione ed è classificato come Hub, mentre altri 5 ospedali provinciali sono definiti spoke, e sono quelli di: Cles, Cavalese, Tione, Borgo Valsugana e Arco. L'altro Hub in provincia è l'Ospedale Santa Maria del Carmine di Rovereto

## Servizi
L'ospedale è dotato dei seguenti servizi:
- cappella
- bar
- edicola
- telefoni pubblici
- parcheggi sia riservati a portatori di particolari patologie sia aperti ad ogni tipo di utenza

## Riconoscimenti
L'ospedale Santa Chiara di Trento ha ricevuto per il biennio 2018-2019 due Bollini Rosa ed una menzione speciale dall'Osservatorio nazionale sulla salute della donna - Onda per l'attenzione che la struttura dedica alla salute della donna, in particolare nel campo cardiologico.